# Harry Potter och den flammande bägaren (spel)
Harry Potter och den flammande bägaren är ett datorspel som finns för PC, Playstation 2, Playstation Portable, Game Boy Advance, Nintendo DS, Gamecube och Xbox. 